# Deathlands : Le Chemin du retour
Pour plus de détails, voir Fiche technique et Distribution.
Deathlands : Le Chemin du retour (Deathlands), est un téléfilm américano-canadien réalisé par Joshua Butler et diffusé le 17 mai 2003 sur Sci Fi Channel. C'est une adaptation de la série de romans de James Axler.

## Synopsis
En 2084, une guerre nucléaire a dévasté la planète et il ne reste plus que quelques peuplades sur les continents. Les États-Unis, désormais surnommés Deathlands, sont habités par des communautés d'humains, de mutants et de demi-mutants.
Le royaume nommé "Front Royale" voit son dirigeant, un homme bon, tué par sa femme, Lady Rachel Cawdor avec la complicité de son fils Harvey. Ce dernier tue les membres de la famille royale et blesse à un œil son frère aîné, Ryan, qui parvient à s'enfuir.
Vingt ans plus tard, Ryan décide de revenir pour se venger. Dans son périple, il est accompagné de sa fiancée, la mutante Krysty Worth, d'un spécialiste en armes, JD Dix, et d'un mutant ado Jak Laurent...

## Fiche technique
- Titre original : Deathlands: Homeward Bound
- Titre français : Deathlands : Le Chemin du retour
- Réalisation : Joshua Butler
- Scénario : Gabrielle Stanton et Harry Werksman Jr d'après la série de romans de James Axler
- Musique : Christopher Lennertz
- Directeur de la photographie : Bruce Worrall
- Montage : Joshua Butler
- Distribution : Nelleke Privett
- Création des décors : Ed Hanna
- Direction artistique : Jon P. Goulding
- Création des costumes : Ruth Secord
- Effets spéciaux visuels : Soho Visual Effects
- Producteur : Derek Rappaport
- Producteurs exécutifs : Joshua Butler et Chet Fenster
- Producteur associé : Paul M. Leonard
- Compagnie de production : Amber Light Films Inc. et Kinetic Pictures
- Compagnie de distribution : The Sci-Fi Channel
- Pays d'origine :  États-Unis  Canada
- Langue : Anglais
- Son : Stéréo
- Image : Couleurs
- Ratio écran : 1.33:1
- Durée : 86 minutes

## Distribution
- Vincent Spano : Ryan Cawdor
- Jenya Lano : Chrysty Worth
- Colin Fox : baron Titus Cawdor
- A.C. Peterson : Harvey Cawdor
- Traci Lords : Lady Rachel Cawdor
- Cliff Saunders : J.B. Dix
- Nathan Carter : Jak Lauren